# Paul Paton
Paul Raymond Paton (ur. 18 kwietnia 1987) – północnoirlandzki piłkarz grający na pozycji obrońcy.